# Геппі-Веллі (Аляска)
Геппі-Веллі (англ. Happy Valley) — переписна місцевість (CDP) в США, в окрузі Кенай штату Аляска. Населення — 713 особи (2020).

## Географія
Геппі-Веллі розташоване за координатами 59°54′37″ пн. ш. 151°36′30″ зх. д. / 59.91028° пн. ш. 151.60833° зх. д. (59.910403, -151.608204).  За даними Бюро перепису населення США в 2010 році переписна місцевість мала площу 228,44 км², з яких 228,43 км² — суходіл та 0,01 км² — водойми.

## Демографія
Згідно з переписом 2010 року, у переписній місцевості мешкали 593 особи в 270 домогосподарствах у складі 165 родин. Густота населення становила 3 особи/км².  Було 555 помешкань (2/км²).
Расовий склад населення:
| - 87,5 % — білих - 5,9 % — корінних американців - 0,3 % — азіатів - 0,2 % — чорних або афроамериканців |

До двох чи більше рас належало 5,6 %. Частка іспаномовних становила 2,0 % від усіх жителів.
За віковим діапазоном населення розподілялося таким чином: 17,2 % — особи молодші 18 років, 65,8 % — особи у віці 18—64 років, 17,0 % — особи у віці 65 років та старші. Медіана віку мешканця становила 51,3 року. На 100 осіб жіночої статі у переписній місцевості припадало 114,1 чоловіків;  на 100 жінок у віці від 18 років та старших — 129,4 чоловіків також старших 18 років.
Середній дохід на одне домашнє господарство  становив 53 362 долари США (медіана — 41 625), а середній дохід на одну сім'ю — 62 081 долар (медіана — 53 438). Медіана доходів становила 35 417 доларів для чоловіків та 54 167 доларів для жінок. За межею бідності перебувало 15,5 % осіб, у тому числі 31,6 % дітей у віці до 18 років та 3,3 % осіб у віці 65 років та старших.
Цивільне працевлаштоване населення становило 208 осіб. Основні галузі зайнятості: будівництво — 37,5 %, освіта, охорона здоров'я та соціальна допомога — 20,7 %, транспорт — 8,2 %, мистецтво, розваги та відпочинок — 7,2 %.